# Andrzej Stanisław von Hatten
Andrzej Stanisław von Hatten (Hattyński) (ur. 31 sierpnia 1763 w Lemitach, zm. 3 stycznia 1841 we Fromborku) – duchowny katolicki, kapelan biskupa Ignacego Krasickiego, w latach 1838–1841 biskup warmiński.

## Życiorys

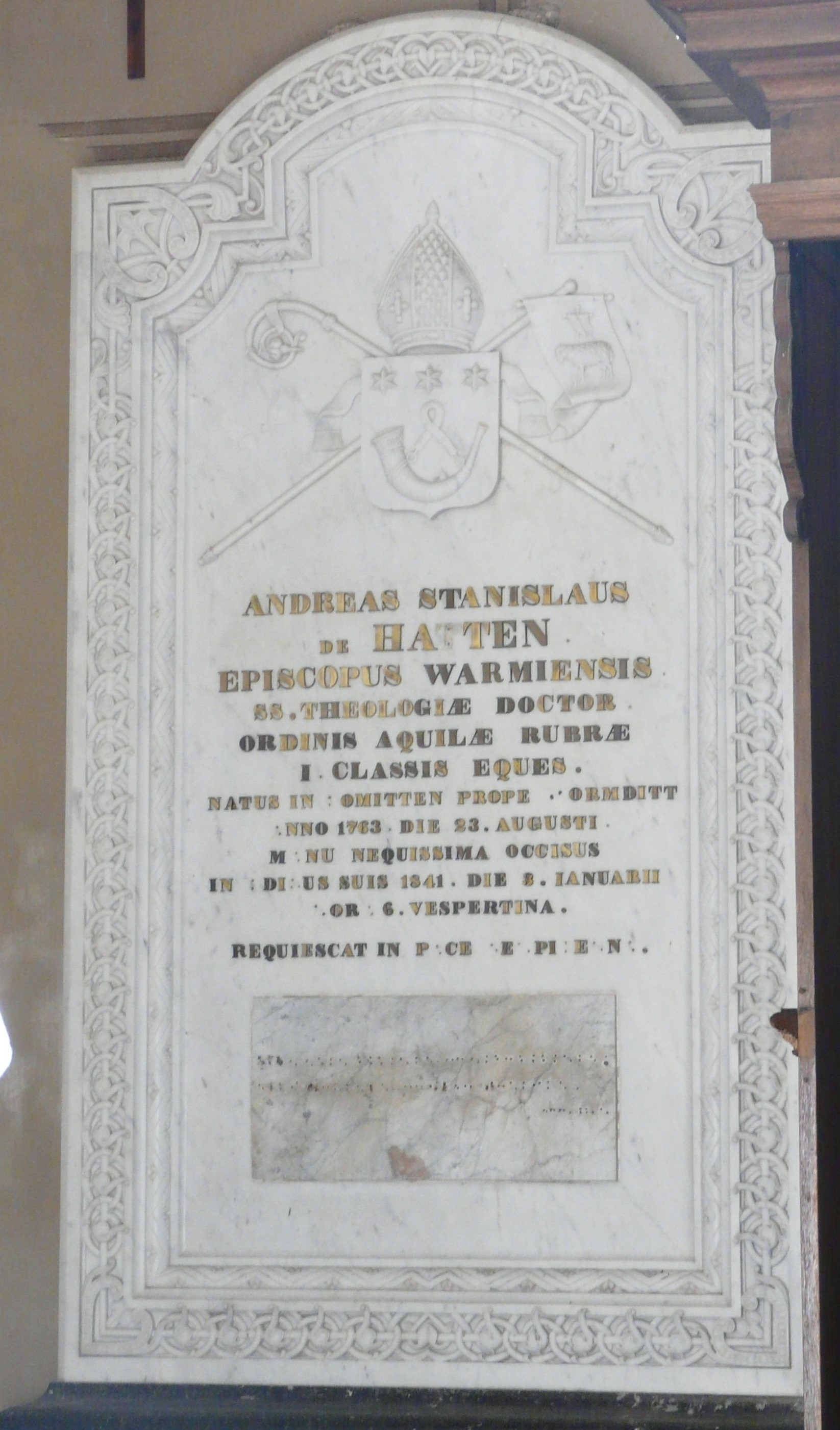
Płyta nagrobna w bazylice we Fromborku

Urodził się w 1763 we wsi Lemity (Kalkstein) k. Ornety, na terytorium Korony Królestwa Polskiego; wieś obecnie nie istnieje. Pochodził z warmińskiego rodu szlacheckiego Hatten-Hattyńskich, którego przodkowie przybyli na Warmię już w XVI wieku. Był synem Gottfryda i Marii z Gąsiorowskich. Aż do dziesiątego roku życia uczył się w domu, skąd wyniósł znajomość języka polskiego. 1 października 1773 rozpoczął naukę w gimnazjum w Braniewie. Po jego ukończeniu studiował teologię u księży misjonarzy w Warszawie. Po dwóch latach studiów powrócił na Warmię i kontynuował studia w seminarium duchownym w Braniewie (dawnym kolegium jezuickim). Od 1783 roku, dzięki otrzymaniu stypendium im. Jana Preucka,  kontynuował studia w Collegium Germanicum w Rzymie, gdzie uzyskał doktorat z teologii i filozofii. 1 kwietnia 1786 w bazylice laterańskiej otrzymał święcenia kapłańskie.
Po powrocie na Warmię przez sześć lat pracował w kancelarii księcia biskupa Ignacego Krasickiego. W grudniu 1792 został dziekanem w Pieniężnie, a siedem lat później otrzymał kanonię warmińską. W 1800 papież Pius VIII mianował go biskupem pomocniczym warmińskim ze stolicą tytularną w Dianie. W 1801 przyjął sakrę biskupią w katedrze oliwskiej z rąk księcia biskupa Karola von Hohenzollerna
26 kwietnia 1837 wybrany został przez kapitułę na biskupa warmińskiego. Opublikował wiele listów pasterskich. Znał języki: niemiecki, polski, włoski, francuski i łaciński.
Doskonale mówił po polsku. Sympatyzował z Polakami. Wprowadził nauczanie języka polskiego w Liceum Hosianum w Braniewie. W walce rządu pruskiego o małżeństwa mieszane zajął stanowisko zdecydowanie kościelne.
3 stycznia 1841 został zamordowany przez szaleńca. Zabójcą okazał się mieszkaniec Fromborka – czeladnik krawiecki Rudolf Kühnapfel, którego skazano na publiczne łamanie kołem. Biskup von Hatten pochowany został w kaplicy Zbawiciela w katedrze fromborskiej.